# Rugosculpta ugandae
Rugosculpta ugandae är en stekelart som beskrevs av Heinrich 1967. Rugosculpta ugandae ingår i släktet Rugosculpta och familjen brokparasitsteklar. Inga underarter finns listade i Catalogue of Life.